# Джеззин (район)
Джеззин (араб. قضاء جزين‎) — один из 25 районов Ливана, входит в состав провинции Южный Ливан. Административный центр района — город Джеззин.

## География
Район расположен в южной части Ливана и занимает площадь 241 км². На севере граничит с районом Шуф, на востоке — с районом Западная Бекаа, на юго-востоке — с районом Хасбайя, на юге — с районом Мердж-Аюн, западе — с районами Сайда и Набатия.

## Муниципалитеты
Административно район разделён на 35 муниципалитетов.